# Зеленянка (Вінницький район)
Зеленя́нка — село в Україні, у Немирівській міській громаді Вінницького району Вінницької області. Населення становить 90 осіб.

## Назва
7 червня 1946 р. село Кароліно Зарудинецької сільської Ради отримало назву «Зеленянка».

## Історія
Село було утворене в ХХ столітті за рахунок розбудови станційного поселення Кароліни, відділившись від останнього.
12 червня 2020 року, відповідно до Розпорядження Кабінету Міністрів України  № 707-р «Про визначення адміністративних центрів та затвердження територій територіальних громад Вінницької області», увійшло до складу Немирівської міської громади.
19 липня 2020 року, в результаті адміністративно-територіальної реформи та ліквідації Немирівського району, село увійшло до складу Вінницького району.

## Населення

### Мова
Розподіл населення за рідною мовою за даними перепису 2001 року:
| Мова       | Відсоток |
| ---------- | -------- |
| українська | 97,78%   |
| інші       | 2,22%    |

## Сучасність
Станом на серпень 2016 р. тричі на тиждень зі станції Кароліна вирушає приміський поїзд до Вінниці, причому пенсіонери мають право безкоштовного проїзду.
За даними перепису населення, у селі 97,8 % українців. Також 1 людина назвала рідною мовою російську, одна — білоруську.